# Битон, Чарли-Шалом
Чарли-Шалом Битон (ивр. צ'רלי-שלום ביטון‎; 11 апреля 1947, Касабланка, Марокко — 24 февраля 2024, Израиль) — израильский политик, один из основателей и лидеров протестного движения «Чёрные пантеры» и депутат кнессета от блока «ХАДАШ».

## Биография
Родился в 1947 году в Касабланке (Марокко) в семье мясника и учительницы; помимо него, в семье было ещё 6 детей. Когда мальчику было два года, он с родителями переехал в Израиль, где им пришлось поменять род занятий — мать устроилась на работу в прачечной, а отец стал чернорабочим на стройке. Старший Битон, убеждённый сторонник правосионистской партии «Херут», стал со временем личным другом Менахема Бегина. Чарли вырос в иерусалимском районе Мусрара, где окончил училище ОРТ и получил специальность столяра-станочника. Отслужил в армии три месяца погрузчиком авиабомб, после чего был уволен в запас (по собственным словам, в рамках очистки армии от выходцев из Мусрары).
Уже в школьные годы Чарли Битон входил в подростковую шайку, сформировавшуюся в кварталах бедноты и совершавшую налёты на благоустроенный район Рехавия, где с друзьями крал велосипеды, цветы и фрукты. В начале 1970-х годов он стал одним из организаторов и лидеров движения «Чёрные пантеры», в которое входили в основном молодые представители второго поколения выходцев из стран Востока. Участники движения протестовали против дискриминационной политики по отношению к этой этнической группе со стороны ашкеназского израильского истеблишмента. Часть представителей движения выступала за диалог с властями, однако Битон входил в число активистов, рассматривавших это как лицемерие и уверенных в том, что правительство неспособно решить проблемы восточных евреев.
В 1973 году список «Чёрных пантер» участвовал в выборах в кнессет, но ему не хватило несколько сотен голосов для прохождения в парламент. В следующем году после одной из демонстраций движения Битон был арестован и приговорён к 18 месяцам лишения свободы за нападение на полицейского. Он не признал себя виновным и некоторое время скрывался от властей, но в конечном итоге сдался сам и вышел на свободу после трёх недель в тюрьме.
Перед выборами 1977 года часть «Чёрных пантер», включая Битона, в поисках политической силы, с которой могла бы объединиться, остановила свой выбор на блоке «ХАДАШ», основой которого в это время была Коммунистическая партия Израиля. В отличие от отца с его правыми взглядами, Чарли посчитал близкими для себя многие идеи компартии, включая планы переговоров с Организацией освобождения Палестины. По итогам выборов он стал депутатом кнессета от фракции «ХАДАШ» и переизбирался в парламент страны ещё три раза подряд. В разных созывах кнессета входил в состав финансовой комиссии, комиссий по экономике, по труду и благосостоянию и по вопросам алии и абсорбции. В кнессете зарекомендовал себя как постоянный нарушитель спокойствия, часто привлекая внимание прессы экстравагантными выступлениями. В разное время Битону удавалось пронести в зал заседаний мегафон и наручники, которыми он приковал себя к трибуне; протестуя против неготовности властей прислушаться к его словам, он также несколько раз произносил речи, обращаясь к глухой стене. В 1980 году Битон и лидер «ХАДАШ» Тауфик Туби стали первыми членами кнессета, встретившимися с руководителями ООП Ясиром Арафатом и Абу Мазеном. Это произошло на международной конференции в Болгарии.
Рано женившийся Битон развёлся уже к 33 годам. От первого брака с женой-«марокканкой» у него было две дочери (Анджела и Лиат) и сын Эли. В 1980 году на одной из демонстраций депутат познакомился с Рели Фройнд — молодой разведённой учительницей-коммунисткой, сыну которой Шаю в это время было несколько месяцев. Вскоре они поженились, и Битон усыновил Шая. Позже в браке с Рели у него родилась ещё одна дочь, Шахаф.

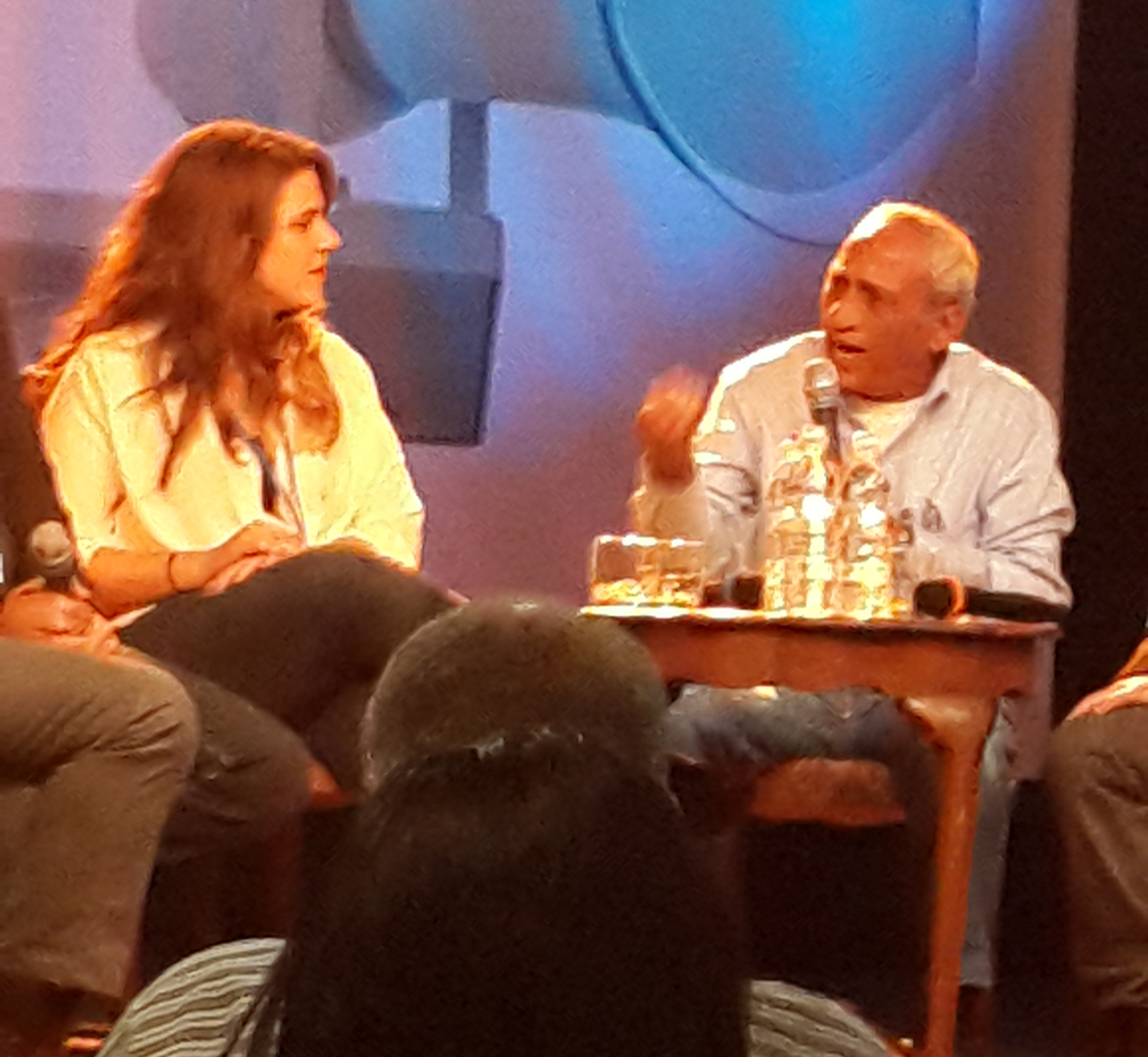
Дафни Лиф интервьюирует Чарли Битона, 2014 год

Ближе к концу своей парламентской карьеры Битон претендовал на место лидера фракции «ХАДАШ» в «Гистадруте» — федерации профсоюзов Израиля, где, по его мнению, шансы на реальные реформы были выше, чем в кнессете. Эти планы, однако, не осуществились, и в кнессете 12-го созыва он вышел из фракции «ХАДАШ», создав одномандатную фракцию «Чёрные пантеры». На выборах в следующий состав кнессета он шёл в составе списка «Ха-Тиква» вместе с религиозной учительницей Леей Шкедиэль, но этот список не сумел преодолеть электоральный барьер.
Разрыву с коммунистами способствовало разочарование Битона в мирном процессе с палестинцами: после соглашений в Осло он пришёл к выводу, что палестинская сторона не заинтересована искренне в мирном урегулировании с Израилем и создании «двух государств для двух народов» и что её подлинная цель — создание на месте Израиля единого государства под контролем арабского большинства. В дальнейшем он публично поддержал религиозную сефардскую партию «ШАС» и её лидера Арье Дери, а в 2011 году участвовал вместе с приёмным сыном, доктором Шаем Фройндом, в демонстрациях протеста против роста цен и ухудшения условий жизни и в создании палаточных лагерей. Умер в феврале 2024 года в возрасте 76 лет.